# Gigi Christian Chiru
Gigi Christian Chiru (n. 1 februarie 1966) este un politician român, fost senator în legislatura 2012-2016.

## Controverse
Pe 13 noiembrie 2017 Înalta Curte de Casație și Justiție l-a condamnat definitiv pe Gigi Chiru la 6 luni de închisoare cu suspendare pentru mituirea alegătorilor.
Pe 19 iunie 2018 Gigi Chiru a fost trimis în judecată de Parchetul de pe lângă Înalta Curte de Casație și Justiție pentru ucidere din culpă.